# Lohr Antal
Lohr Antal (?, 1824. január 5. – Budapest, 1887. június 24.) magyar építész, városi képviselő.

## Élete

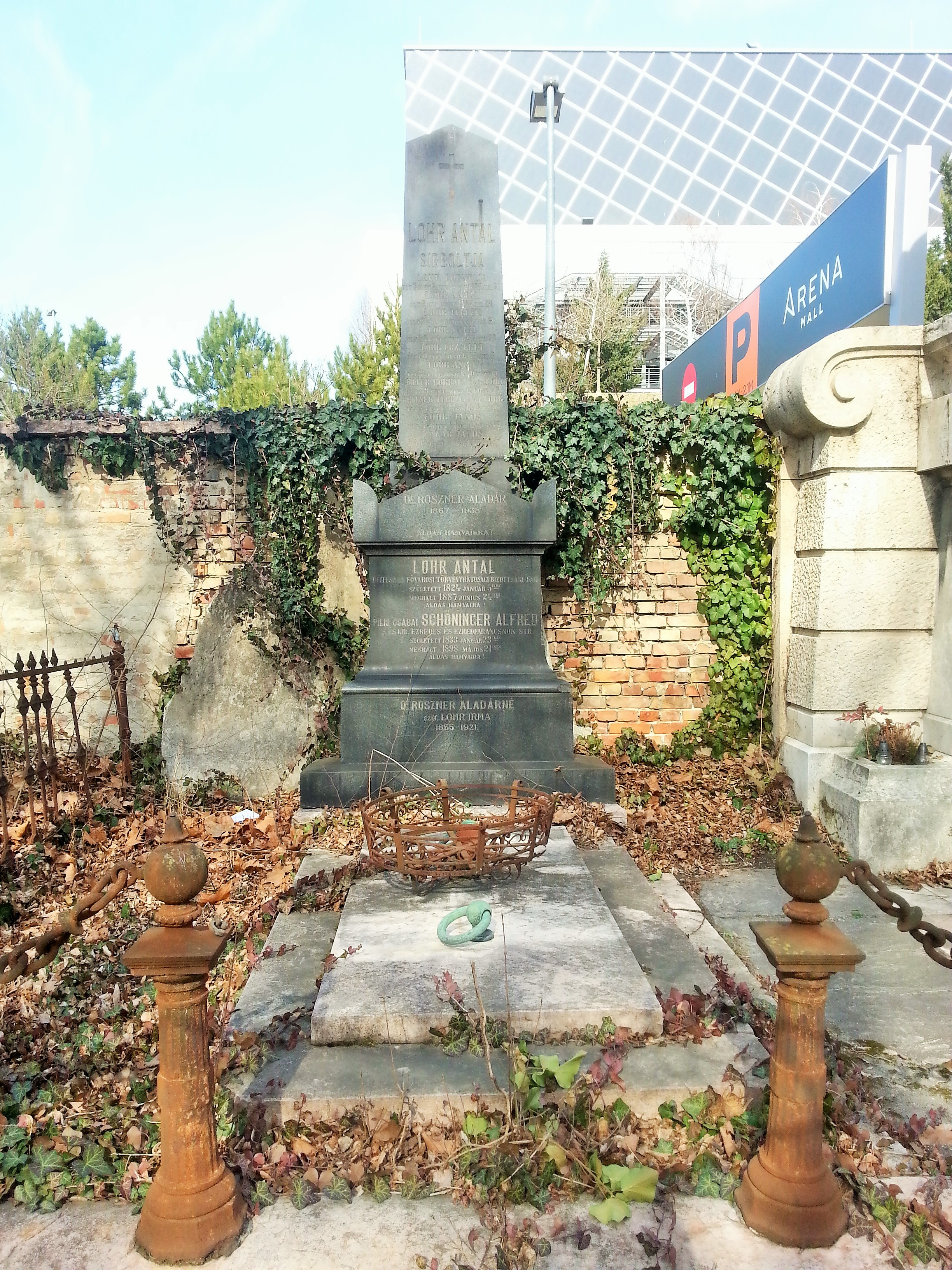
Lohr Antal nyughelye

Életéről kevés adat ismert. A 19. század második felében működött, számos lakóház és ipari épület tervezésében vett részt. Több munkáját Hild Józseffel közösen tervezte. Érdekesség, hogy állt egy épülete a Fővárosi Állat- és Növénykertben is, ez a régi zsiráfház volt. Az 1910-es években bontották el.
1887. június 24-re virradó éjjel halt meg. A virilistának tekintett építész végrendeletében 1100 forintot hagyott jótékony célra, nevezetesen a budapesti szegényháznak, a József fiúárvaháznak, az Erzsébet leányárvaháznak és a Rókus kórháznak 200-200 forintot, a budapesti vakok intézetének, a Teréz templomnak és a magyar mérnök és építészegyletnek 100-100 forintot. A polgármester a fővárosi képviselőtestület közgyűlésének megbízásából az elhunyt általános örököséhez, Lohr Mária (Schöninger Alfrédné), császári és királyi ezredes nejéhez, meleg hangú köszönő- és részvétiratot intézett.
Lohr Antal a Fiumei úti sírkertben nyugszik (bal falsírboltok 193.). Síremlékének tervezője pontosan nem ismert, feltételezhetően az Andreetti-műhelyben készülhetett (ahogy több más síremlék is a temetőben.)
Felesége Seitz Róza volt.

## Ismert épületei

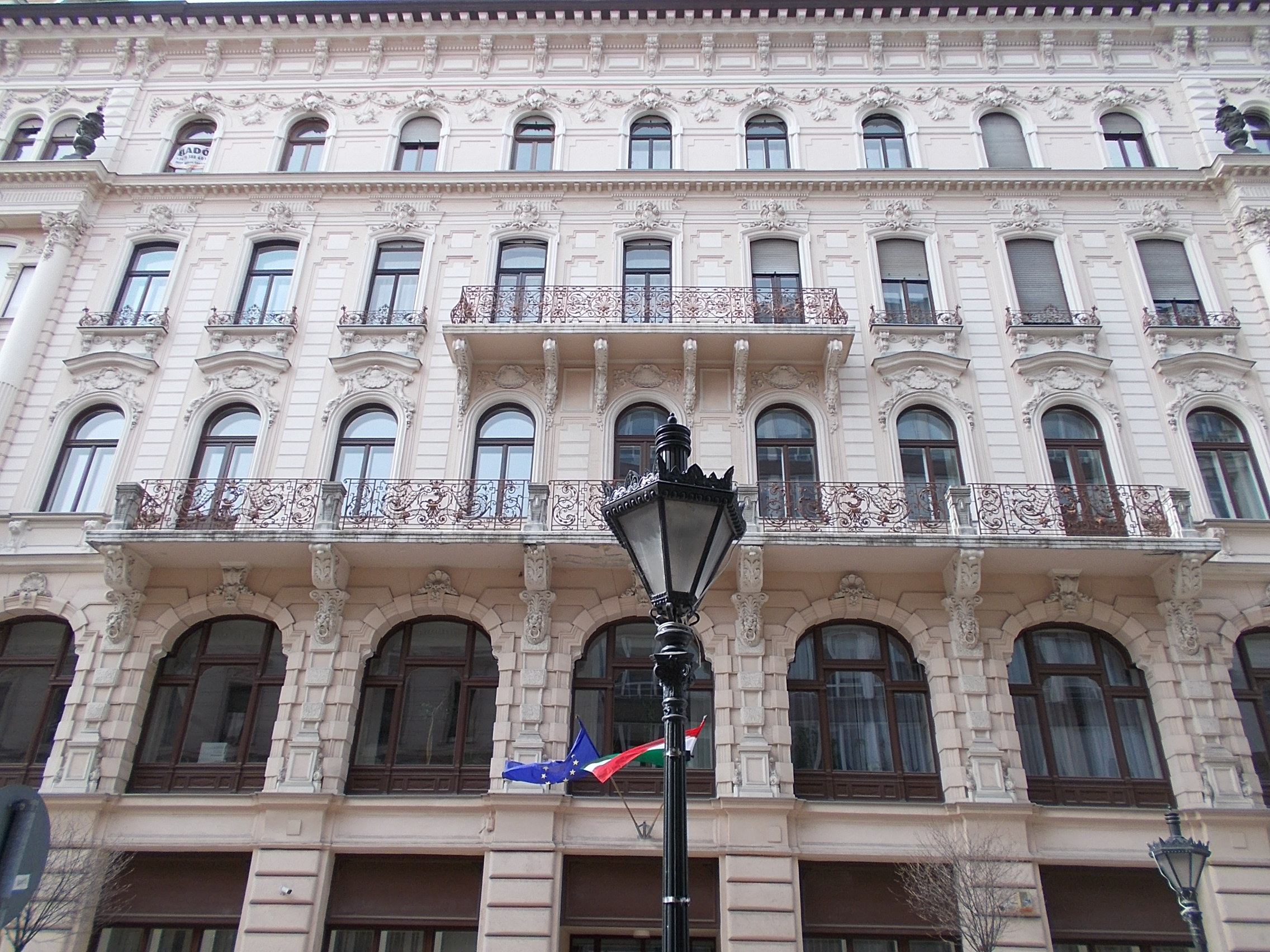
Sas utca 20-22.

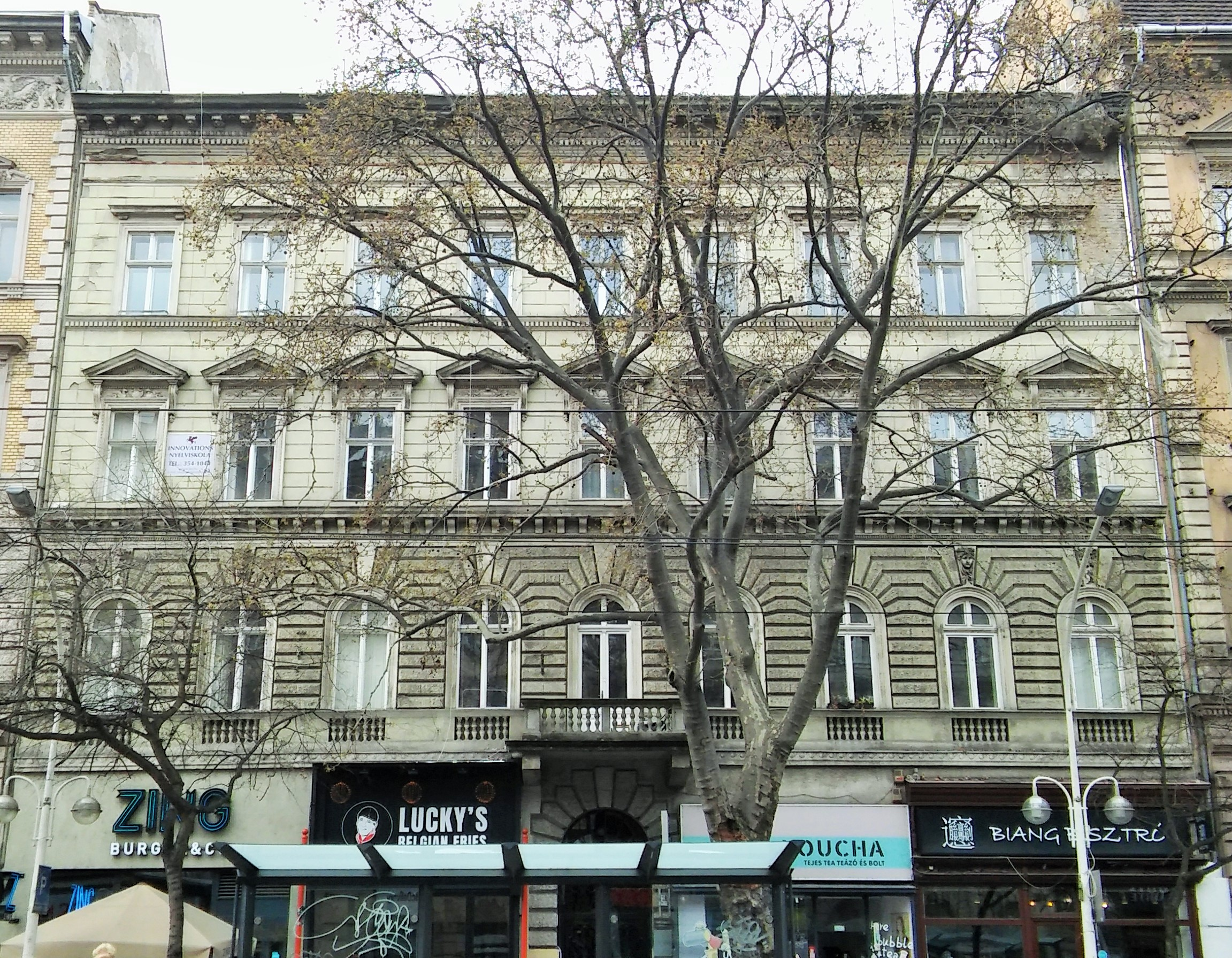
Teréz körút 20.

- 1860: bérház, Budapest, Sas utca 20-22.[11]
- 1861: Sebastiany-bérház, Budapest, Andrássy út 25. – helyére épült az 1880-as években a Drechsler-palota[12]
- 1861: Kurtz-ház bővítése, Budapest, Dob utca 38. (Hild Józseffel közös munka)[13]
- 1862: az Árpád-malom bővítése, Budapest, Szent István körút 18-20.[14]
- 1862–1863: bérház, Budapest, Dessewffy utca 35.[15]
- 1863: villa, Budapest, Városligeti fasor 17-21. – az 1900-as évek elején elbontásra került, helyére épült a Fasori evangélikus templom és a Budapest-Fasori Evangélikus Gimnázium[16]
- 1863: kovácsműhely, Paulay Ede utca 60.[17]
- 1867–1868: A Fővárosi Állat- és Növénykert régi (I.) zsiráfháza, Budapest, Állatkerti körút 6-12. – az Állatkert átépítése során (1909/1912) bontották el.[18][19]
- 1868: lakóház körbeépítése, Budapest, Nagydiófa utca 8.[20][21]
- 1869: lakóház, Budapest, Kazinczy utca 44.[22]
- 1869: Balassovitz-ház, Budapest, Mária utca 10.[23] – elbontották, helyére nagy bérház épült
- 1870-es évek: földszintes lakóház, Budapest, Erzsébet körút 10-12. – elbontották, az 1880-as években bérház épült a helyére[24]
- 1870: Brüll-bérház, Budapest, Bajcsy-Zsilinszky út 20.
- 1872: Stadtmüller-bérház, Budapest, Hutyra Ferenc utca 14/16.[25]
- 1883: Lohr-bérház, Budapest, Teréz körút 20.[26]
- ?: lakóház, Budapest, Andrássy út 22. (Hild Józseffel közös munka) – 1883-ban lebontották, helyére épült a Magyar Állami Operaház[27]

### Csak kivitelező
- 1868: ideiglenes vízmű, Budapest, Kossuth tér[28]